# Warwaryńce
Warwaryńce (ukr. Варваринці, Warwarynci) – wieś na Ukrainie w rejonie tarnopolskim należącym do obwodu tarnopolskiego, nad Seretem.
W 1607 Olbraht Lubiatowski herbu Grzymała, syn rotmistrza Wiktoryna wziął w zastaw od Strusiów wieś Warwaryńce w powiecie trembowelskim.
Do 2020 w rejonie trembowelskim.